# Saint-Georges, Cantal

Saint-Georges este o comună în departamentul Cantal, Franța. În 1 ianuarie 2022 avea o populație de 1.176 de locuitori.